# Crypturellus
A Crypturellus a madarak osztályának tinamualakúak (Tinamiformes) rendjébe és a tinamufélék (Tinamidae) családjába tartozó nem.

## Rendszerezésük
A nemet William Knatchbull-Hugessen és Charles Chubb írták le 1914-ben, az alábbi 21 faj tartozik:
- Crypturellus cinereus
- Berlepsch-tinamu (Crypturellus berlepschi)
- apró tinamu (Crypturellus soui)
- Crypturellus ptaritepui
- Crypturellus obsoletus
- hullámos tinamu (Crypturellus undulatus)
- Crypturellus transfasciatus
- brazil tinamu (Crypturellus strigulosus)
- Crypturellus duidae
- Crypturellus erythropus
- Crypturellus noctivagus
- Crypturellus atrocapillus
- Crypturellus cinnamomeus
- Crypturellus boucardi
- Crypturellus kerriae
- Crypturellus variegatus
- Crypturellus brevirostris
- Bartlett-tinamu (Crypturellus bartletti)
- kiscsőrű fürjtinamu (Crypturellus parvirostris)
- Crypturellus casiquiare
- Tataupa-tinamu (Crypturellus tataupa)